# Orzinuovi
Orzinuovi (lombardul: Urs Nöf vagy Iurs) település Olaszországban, Lombardia régióban, Brescia megyében. Lakosainak száma 12 388 fő (2023. január 1.). Orzinuovi Barbariga, Borgo San Giacomo, Pompiano, Soncino, Villachiara, Orzivecchi, San Paolo, Torre Pallavicina és Roccafranca községekkel határos.

## Nevezetes emberek
- Itt született 1450 körül Bartolomeo Montagna olasz festő.

## Népesség
A település lakossága az elmúlt években az alábbi módon változott:
| Lakosok száma | 12 566 | 12 419 | 12 388 |
|               | 2017   | 2018   | 2023   |